# تارو فارما
تارو فارما (انگلیسی: Taro Pharma) شرکت داروسازی اسرائیلی است، که در سال ۱۹۵۰ تأسیس شد.